# Les Huit Montagnes (film)
Pour l’article homonyme, voir Les Huit Montagnes.
Pour plus de détails, voir Fiche technique et Distribution.
Les Huit Montagnes (Le otto montagne) est un film franco-italo-belge réalisé par Felix Van Groeningen et Charlotte Vandermeersch et sorti en 2022. C'est l'adaptation du roman du même nom de Paolo Cognetti paru en 2016,.

## Synopsis
Pietro est un enfant unique, il vit à Turin avec son père ingénieur et sa mère enseignante. Un été, il va passer des vacances à Grana, petit village de la Vallée d'Aoste, avec sa mère. Il y rencontre Bruno, le seul enfant du village. Les deux garçons ont le même âge et se lient rapidement d'amitié.
Les parents de Pietro s'attachent également à Bruno. Le père de Pietro, pris par son travail, est rarement à la montagne, mais lorsqu'il y est, il emmène facilement les deux garçons faire des randonnées en montagne. La mère aide Bruno dans ses apprentissages scolaires. Ils proposent à la tante de Bruno de le prendre chez eux à Turin pour qu'il puisse poursuivre ses études. Bruno est d'accord, mais son père, un maçon qui travaille en Suisse et en Autriche, ne l'est pas et emmène Bruno travailler avec lui.
Les deux amis se perdent de vue pendant une quinzaine d'années. Pietro se fâche avec son père ; il ne veut pas suivre sa voie et enchaîne les petits boulots. Il retrouve Bruno lorsque son père meurt. Il a hérité d'un terrain isolé dans la montagne, où son père voulait construire un chalet. Bruno lui dit qu'il a promis au père de Pietro de construire ce chalet et qu'il compte bien tenir sa promesse. Pietro l'aidera. Ils passent alors l'été à construire le chalet ensemble. À la fin de l'été, Pietro dit à Bruno que le chalet leur appartiendra à eux deux.
Pietro amène des amis de Turin au chalet et leur présente Bruno. Bruno ironise gentiment sur la vision un peu idéaliste que ces citadins ont de la « nature ». Une amie de Pietro, Lara, décide de venir vivre sur l'alpage avec Bruno, et ils auront ensemble une petite fille, Anita. Encouragé par Bruno, Pietro termine le livre qu'il rêvait d'écrire et réussit à le faire publier. Il décide de voyager, et se rend à plusieurs reprises dans un autre pays de montagnes, au Népal. Il se lie avec Asmi, une enseignante locale.
Mais Bruno et Lara connaissent des problèmes financiers, et finissent par perdre leur alpage et se séparer. Lara retourne vivre chez sa mère avec la petite Anita, et Bruno demande à Pietro s'il peut aller s'installer dans le chalet. Pietro lui répond que le chalet est aussi à lui. Lors de ses randonnées dans les montagnes avoisinantes, Pietro découvre les mots écrits par son père sur les carnets (livres d'or) qui restent sur les sommets, il se rend compte en les lisant de l'étroitesse des liens entre son père et Bruno. Bruno, qui était brouillé avec son propre père, était presque devenu son second fils. Il se rend compte aussi qu'il n'avait jamais vraiment compris son père.
Une forte chute de neige ensevelit complètement le chalet. Prévenus par la famille de Bruno, les secours arrivent en hélicoptère, font un trou dans le toit pour pénétrer dans le chalet, mais n'y trouvent pas Bruno. Ils le cherchent en vain à l'extérieur, mais son corps ne sera pas retrouvé avant le dégel. Avec son toit troué, le chalet est maintenant voué à se détériorer rapidement, mais Pietro ne souhaite pas revenir sur cette montagne où son ami est mort.

## Fiche technique
Sauf indication contraire, les informations mentionnées dans cette section peuvent être confirmées par la base de données cinématographiques IMDb,  présente dans la section « Liens externes ».
- Titre français : Le otto montagne
- Réalisation : Felix Van Groeningen et Charlotte Vandermeersch
- Scénario : Felix Van Groeningen et Charlotte Vandermeersch, d'après le roman Les Huit Montagnes de Paolo Cognetti
- Photographie : Ruben Impens
- Montage : Nico Leunen
- Son : Alessandro Palmerini
- Décors : Massimilano Nocente
- Musique : Daniel Norgren
- Costumes : Francesca Maria Brunori
- Production : Wildside/Vision Distribution (Italie), Rufus/Menuetto (Belgique), Pyramide Productions (France)
- Pays de production :  Italie,  Belgique,  France
- Format : couleur — 1,33:1 — son 5.1
- Genre : drame
- Durée : 147 minutes
- Dates de sortie :
  - France : 18 mai 2022 (festival de Cannes 2022), 21 décembre 2022 (sortie nationale)
  - Belgique : 14 décembre 2022
  - Italie : 22 décembre 2022

## Distribution
- Alessandro Borghi (VFB : Marc Weiss) : Bruno Guasti
  - Cristiano Sassella (VFB : Raphaël Brunelli) : Bruno enfant
  - Francesco Palombelli : Bruno adolescent
- Luca Marinelli (VFB : Maxime Van Santfoort) : Pietro Guasti
  - Lupo Barbiero (VFB : Leny De Luca) : Pietro enfant
  - Andrea Palma : Pietro adolescent
- Filippo Timi (VFB : Martin Spinhayer) : Giovanni Guasti
- Elena Lietti (VFB : Maia Baran) : Francesca Guasti
- Elisabetta Mazzullo (VFB : Fanny Dreiss) : Lara
- Benedetto Patruno (VFB : Valentin Van Stechelman) : Massimo
- Chiara Jorrioz (VFB : Sophie Landresse) : Sonia
- Elisa Zanotto (VFB : Sofia Abouatmane) : Barbara

## Production
Le film a notamment été tourné dans le Val d'Ayas. L'alpage de Bruno est situé à Estoul, commune de Brusson. La maison où Pietro et ses parents viennent passer l'été est l'ancienne école du hameau de Graines (Grana en dialecte valdôtain), dans la commune de Brusson.

## Accueil

### Accueil critique
En France, le site Allociné propose une moyenne de 3⁄5, fondée sur 26 critiques de presse.

## Distinctions

### Récompenses
- Festival de Cannes 2022 : Prix du jury[5]
- David di Donatello 2023 : meilleur film, meilleur scénario adapté, meilleur directeur de la photographie et meilleur son[6],[7]

### Nominations
- Magritte du cinéma 2023 : meilleur film flamand
- David di Donatello 2023 : meilleure réalisation, meilleur acteur pour Alessandro Borghi et Luca Marinelli, meilleur acteur dans un second rôle pour Filippo Timi, meilleur producteur, meilleur musicien, meilleur décorateur, meilleur monteur, meilleurs effets visuels et David Jeune